# Флаг Малакки
Флаг Малакки — официальный символ малайзийского штата Малакка.

## Символика
Красные, синие, белые и жёлтые цвета флага говорят о том, что Малакка является частью Малайзии. Полумесяц и пятиконечная звезда символизируют ислам.